# رومانو ولتا
رومانو ولتا (انگلیسی: Romano Volta؛ زادهٔ ۱۵ فوریهٔ ۱۹۳۷) کارآفرین اهل ایتالیا است، که در سال ۱۹۷۲ شرکت دیتالاجیک را تأسیس کرد.